# Transzatlanti alagút
A Transzatlanti alagút egy jövőbeli elképzelés, melynek során Európa és Észak-Amerika között az Atlanti-óceán alatt egy alagút épülne, melyben személyszállító járművek közlekednének. Az elképzelések szerint a sebesség 500–8000 km/h között lenne.
A tervek egy ilyen alagút megépítéséhez nem jutottak tovább az elméleti szakaszon, és semelyik kormány vagy vállalat nem törekszik aktívan egy ilyen projekt elkezdésére. A legtöbb elképzelés az alagutat az Amerikai Egyesült Államok és az Egyesült Királyság között, pontosabban New York City és London között képzeli el. Építésének két fő akadálya a 175 000 000 000 és 12 000 000 000 000 dollár közé becsült költsége, valamint a jelenlegi anyagtudomány korlátai.
A már működő Csatorna-alagút és a Szeikan-alagút építésénél is komoly pénzügyi és technikai gondok merültek föl.
A transzatlanti alagút 88-szor hosszabb lenne, mint a Gotthárd-bázisalagút, és 36-szor hosszabb, mint a Delaware Vízvezeték. 2003-ban a Discovery Channel csatorna Mérnöki csodák sorozatában a Transzatlanti alagút című rész részletesen bemutatta a javasolt alagutat.

## Története
Az ötlet először Michel Verne, aki Jules Verne fia volt, 1888-ban írt Un Express de l'avenir (An Express of the Future) című történetben bukkant fel. A történet az angol Strand Magazine-ban jelent meg 1895-ben, melyet Jules Verne írásának tulajdonítottak, ez ma is gyakran előforduló hiba.
1913-ban a Der Tunnel című regényben ismét megjelent, melynek szerzője a német Bernhard Kellermann volt. A regény négy filmnek is az alapötletét adta, egynek 1914-ben. Külön német, francia és angol nyelvű változat látott napvilágot 1933-ban és 1935-ben. A német és francia nyelvű változatot is Curtis Bernhardt írta, az angolt részt pedig Curt Siodmak sci-fi-író vetette papírra.
A film angol nyelvű moziplakátja egy árverésen 2000-3000 dollárt ért.
Arthur C. Clarke is megemlíti az interkontinentális alagutat az 1956-os A város és a csillagok című regényében. Az 1975-ös A Transatlantic Tunnel, Hurrah! című regényében is szerepel egy vákuum / mágnesvasút rendszer az óceán fenekén.
2004 áprilisában a Popular Science kijelentette, hogy az alagút megépítése nem bonyolult mérnöki kihívás, összehasonlítva a transzatlanti kábelekkel. Költségét 88-175 000 000 000 dollárra becsülte.

## Variációk

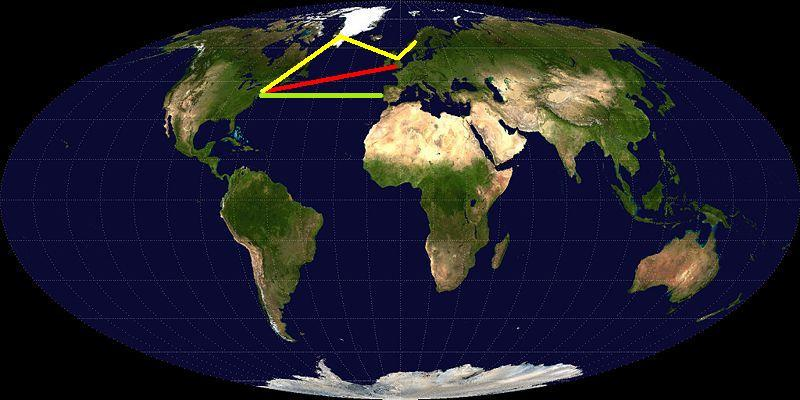
Tervezett Transzatlanti alagút
Sárga: New York – Grönland, Nagy-Britannia és Norvégia
Piros: közvetlen London
Zöld: közvetlen Lisszabon

A tervnek több változata létezik: egy cső a tengerfenék felett, egy alagút az óceánfenék alatt, vagy ezeknek valamilyen kombinációja.
Az 1960-as javaslat egy 5000 km hosszú csövet képzelt el, melyben vákuum lenne. A csőben mágnesvasút közlekedne, melynek utazási sebessége akár 8000 km/h is lehetne. Ezzel a sebességgel az utazási idő New York és London között kevesebb mint egy óra lenne.
Egy másik modern változatban, a költségek csökkentése érdekében, egy víz alatt 49 méterrel lebegő alagút lenne, hogy elkerüljék a hajókat és a rossz időjárást. A cső kábelekkel a tenger fenekéhez lenne rögzítve. Ez 54 000 előre gyártott szakaszból állna, melyet 100 000 kábel rögzítene.
Baleset esetén a hibás szakaszt önműködő kapuk zárnák le. A vonat gyorsabb lenne, mint a beáramló víz, így nagy veszély nem fenyegetne, kivéve, ha a baleset a vonat előtt történt. A tervekben rakétahajtás, torlósugár vagy túlnyomásos közlekedés szerepel. Ez a terv szerepelt a Mérnöki csodák részben is, itt a gyorsítás, és a végén a lassítás 18-18 percet vett volna igénybe. Így 0,2 g gyorsulás lépne fel. Hogy ennek kellemetlen hatását csökkentsék, a tervekben menetirányba fordítható ülések szerepeltek. Ez azonban csökkentené a férőhelyek számát, tovább növelve a jegyárakat.
Az egyik javasolt alternatív útvonal északra Újfundlandon, Grönlandon, Izlandon és Feröeren keresztül Skóciába vezetne.  Ezt az utat olcsóbb lenne megépíteni, mert nagy része a szárazföldön vezetne, azonban nehezebb lenne a kedvezőtlen időjárás miatt. A fenntartása is nehezebb lenne a nagy hideg és hó miatt. A Transzalaszkai Csővezeték építésekor szerzett tapasztalatok azonban könnyíthetik a munkát.
Vasutat még soha nem építettek jégtakaró felett, bár utak már épültek több helyen (Spitzbergák és Antarktisz) is. A nagysebességű vasútnak azonban sokkal stabilabb alap szükséges. Jobb megoldás lenne az alagút jégtakaró alatti megépítése.
További probléma, hogy az alagutat milyen célra használnák: ha utasszállításra, talán túl lassú lenne a repüléshez képest, és a jegyárak nem lennének versenyképesek. Áruszállítás esetére a szintén tervezett Alaszka–Oroszország-alagút olcsóbb és egyszerűbb lenne.
Egy másik lehetséges útvonal az Atlanti-óceánon Fokvárosból Brazíliába.

## Transzatlanti alagút a kultúrában
A Tiny Rails videójáték egyik kulcseleme az új, a RailCo cég által finanszírozott transzatlanti alagút. A kanadai St. John’s és az ír Galway között fut. Fala üveg, így kiváló kilátás nyílik az óceán fenekére, viszont a való életben az üvegfal nem bírná a nyomást, és szétrobbanna. Található még egy alagút is a játékban, ez Natalt és Conakryt kötné össze.